# Empereur de Centrafrique
Empereur de Centrafrique est le titre porté par Bokassa Ier à la suite de la proclamation de l'Empire centrafricain au congrès du Mouvement pour l'évolution sociale de l'Afrique noire (MESAN), le 4 décembre 1976, jusqu'à l'abolition de l'Empire après l'opération Barracuda, en 1979. L'empereur est alors à la tête d'une monarchie absolue sous dictature militaire.
Son titre officiel est « Empereur de Centrafrique par la volonté du peuple centrafricain, uni au sein du parti politique national » ; il est directement inspiré par son admiration de Napoléon Ier.

## Conception du titre
Arrivé au pouvoir en 1966, après le renversement de son cousin germain David Dacko lors du coup d'État de la Saint-Sylvestre, Jean-Bedel Bokassa devient le deuxième président de la République centrafricaine. En 1972, il se proclame président à vie et en 1976, établit une nouvelle Constitution, instaure la monarchie et annonce sa reconversion au catholicisme.
Les références à Napoléon durant le sacre sont nombreuses, telles que l'aigle impériale, la date choisie (le 4 décembre 1977, à deux jours près de la date anniversaire du sacre napoléonien le 2 décembre 1804) ou le dispositif inspiré du tableau de David,. Le couronnement coûte un quart du budget annuel du pays et toute l'aide de la France cette année-là, et malgré les invitations, aucun dirigeant étranger ne participe à l'événement. Beaucoup pensent en effet que Bokassa est fou et comparent son extravagance égocentrique avec celle d'un autre dictateur africain à l'excentricité notoire, Idi Amin Dada.
Bokassa devient ainsi le troisième souverain impérial au monde après Hirohito au Japon et Mohammad Reza Pahlavi en Iran, qui déclinent les invitations à la cérémonie, et le premier empereur africain depuis Haïlé Sélassié.

## Chute de Bokassa et fin du titre
En septembre 1979, l'opération Caban, organisée par la France, renverse Bokassa et l'opération Barracuda remet au pouvoir l'ancien président David Dacko, ce qui aboutit à la fin de l'Empire centrafricain et du titre impérial. Bokassa est ainsi emmené de force par les parachutistes français au Tchad et, de là, part en exil en Côte d'Ivoire, où il accuse la France de l'avoir trahi. En exil, il lance l'affaire des diamants impliquant le président Valéry Giscard d'Estaing.
Bokassa tente de justifier ses actes en avançant que le fondation d'une monarchie a aidé la Centrafrique à se « distinguer » du reste du continent et à gagner le respect du monde.

#### Biographies et portraits
- Jean-Barthélémy Bokassa et Olivier Keravel, Saga Bokassa, Gémenos, Portes du Soleil-Respublica, 2009, 268 p. (ISBN 978-2-35808-001-9, OCLC 321031917).
- René-Jacques Lique, Bokassa Ier : la grande mystification, Paris, Africa Chaka, coll. « Afrique contemporaine » (no 16), 1993, 191 p. (ISBN 2-907768-20-4, OCLC 36695947).
- (en) E Brian Titley, Dark Age : The Political Odyssey of Emperor Bokassa, Montréal, McGill-Queen's University Press, 1997, 257 p. (ISBN 978-0-7735-1602-1 et 978-0-8532-3712-9, OCLC 36340842, lire en ligne).
- Géraldine Faes et Stephen Smith, Bokassa Ier, un empereur français, Paris, Calmann-Lévy, 2000, 385 p. (ISBN 2-7021-3028-3 et 9782702130285, OCLC 45100789).

#### Articles
- Didier Bigo, « Ngaragba, « l'impossible prison » », Revue française de science politique, 39e année, no 6, 1989. p. 867-886. [lire en ligne].
- Jean-Pierre Bat, « Bokassa, dernier empereur d'Afrique », L'Histoire, décembre 2013, no 394, p. 66-71.

### Filmographie
- Échos d'un sombre empire (Echos aus einem düsteren Reich), film de Werner Herzog, Films sans frontières, Sera Filmproduktion, Werner Herzog Filmproduktion, 1990, 1 h 26.
- Bokassa Ier, empereur de Françafrique, film d'Emmanuel Blanchard, Programm 33 et ECPAD, 2010.
- Notre ami l'empereur Bokassa Ier, film de Cédric Condom, France 3, 2011.